# 自由傭兵團

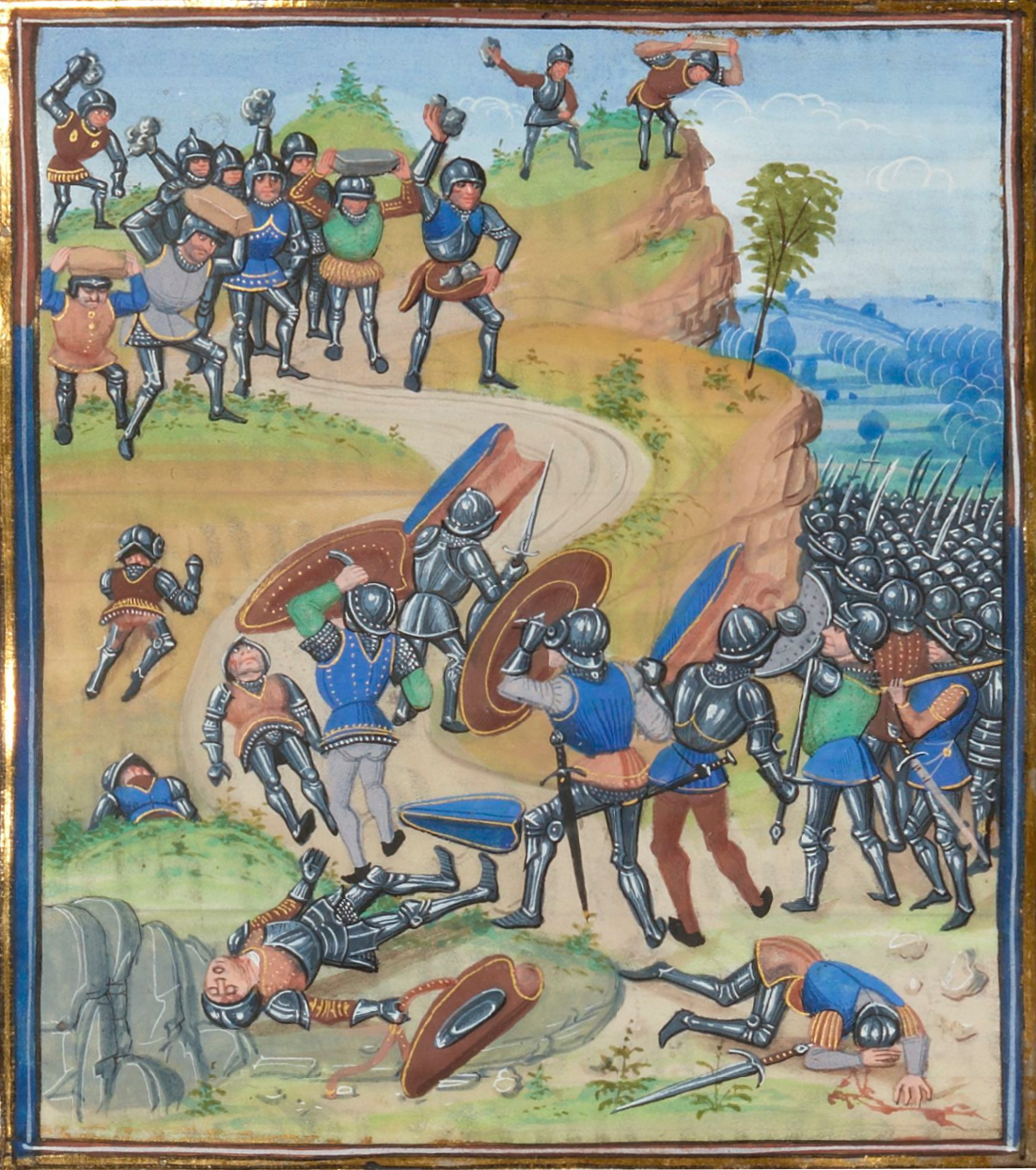
布里涅戰役，法軍遭自由傭兵襲擊。

自由傭兵團，或稱大傭兵團（法語：grande companie），是12到14世紀由私人所組成的僱傭兵組織。因為獨立於任何政府，故稱「自由」。他們沒有雇傭合約時經常依靠掠奪物資維生。自由傭兵一詞特別針對英法百年戰爭期間，布勒丁尼條約後失業的傭兵所組成的私人軍團，其中以路盜者（routiers）與剝皮人（écorcheurs）兩大組織為代表，主要在法蘭西地區活動；有時也用在稱呼其他地區的傭兵團，例如加泰隆尼亞的加泰蘭軍團，以及義大利半島與神聖羅馬帝國境內的傭兵團。
自由傭兵團的劫掠行為對社會有著嚴重的負面影響，義大利城邦錫耶納便因為自由傭兵團的劫掠帶來瘟疫與饑荒，在14世紀晚期從與媲美佛羅倫斯的繁榮城邦衰退為次等城邦。由約翰·霍克伍德率領的白色軍團可能是14世紀後半最著名的自由傭兵團，活躍於義大利地區。

## 早期歷史
傭兵集團最早出現在12世紀，英國的無政府時期（1137年到1153年間，史蒂芬國王和瑪蒂爾達皇后的王位繼承內戰）。

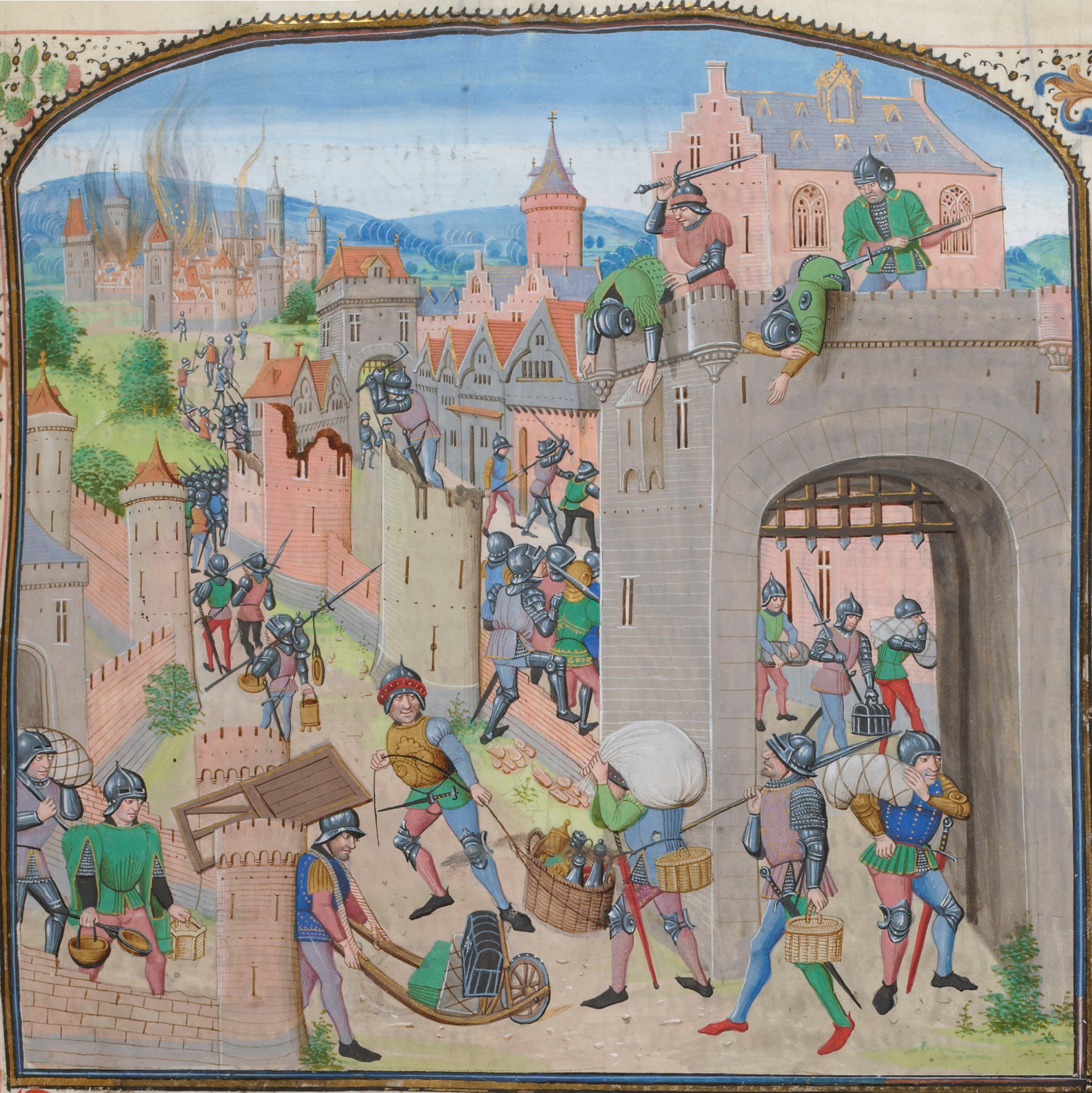
1362年「後來者」掠奪格拉蒙特。出自尚·傅華薩《大事記》

1180年代，類似的集團被納入法王腓力二世的軍隊中，有經驗、有組織、高機動性的傭兵團隊在當時的戰鬥中具有高度的戰力，也是英王亨利二世與其子理查一世軍隊中的重要成員。約翰王在統治初期也大量運用傭兵團，當時他比法王更有錢，更有力。1204年，他無力支付傭兵團薪水，法王腓力二世便反過來利用他們對付金雀花王朝。
百年戰爭期間，英法兩國間歇性的進行戰爭，期間有多次短暫的和約，和平期間對傭兵團等同失業。由於缺乏戰鬥以外的技能與機會，許多傭兵，尤其是那些來自外國的人，組成如路盜者或剝皮人之類的強盜團，掠奪法蘭西鄉村地區維生，直到兩國再度開戰。類似的情形也發生在西班牙與日耳曼地區。1360年，英法簽訂布勒丁尼條約，這是百年戰爭期間較長的一次停戰期，持續近10年。期間傭兵團持續壯大，規模動輒數千人，有了更完善的內部組織，還為傭兵團取了浪漫化的名稱。由塞甘·德·巴德福率領的「後來者」（Tards-venus）在勃艮地與朗格多克地區四處蹂躪，甚至在1362年的布里涅戰役中擊敗了法王的正規軍。
加泰蘭軍團在1300年代早期成立於西班牙，在拜占庭帝國戰鬥，於1312年掌控雅典公國，直到1388年到1390年被另一支來自西班牙的納瓦拉軍團擊敗瓦解。
1356年以來，自由傭兵團或強盜團在法國的塞納河到羅亞爾河一帶進行非法活動。尤其在巴黎到奧爾良、沙特爾、旺多姆、蒙塔基間的道路肆虐，造成嚴重的社會問題。

## 法蘭西地區
傭兵團成員來自於各國，但主要都來自於布勒丁尼條約後，英王愛德華三世解散的部隊。約翰·霍克伍德的白色軍團便是在此時成立。1360年10月24日，加萊條約批准布勒丁尼條約的施行後，愛德華三世命令駐紮在法蘭西各地要塞的英軍撤出，失業的傭兵便組成強盜團（Brigandage）四處掠奪。
強盜團佔領許多城鎮並要求贖金，一位威爾士人的強盜領袖魯芬靠劫掠致富，甚至被封為騎士。英軍指揮官羅伯特·諾勒斯率領一支由英格蘭人和納瓦拉人組成的強盜團，在諾曼地邊境劫掠，賺得10萬金埃居。
傭兵與強盜造成的社會動盪使法王不得不重視此問題，法王約翰二世派遣拉馬爾克伯爵雅克·德·波旁率軍攻打規模高達15000人的「後來者」，卻在布里涅戰役反被擊敗，查理五世因此改尋求其他非武力手段處理傭兵問題。當時卡斯提爾王國正陷入特拉斯塔馬拉的恩里克與佩德羅一世爭奪王權的內戰，法王派遣王室統帥貝特朗·杜·蓋克蘭率領傭兵團到西班牙，以將他們從法蘭西境內根除。然而在成功協助恩里克奪權後，傭兵團又返回法蘭西，其中一支傭兵團在1368年掠奪了維爾，另一支佔領了貢捷堡。
布列塔尼人和英格蘭人在多菲內地區組成傭兵團，在1374年到1411年間活動。當時天主教會分裂為羅馬教廷與亞維儂教廷，他們和阿馬尼亞克伯爵、杜·蓋克蘭統帥參加普羅旺斯與義大利的衝突，其中一個重要貢獻是在1381年佔領了蘇瓦永城堡。當中一名傭兵領袖阿莫里·德·塞弗拉克在1422年被任命為法國元帥。
另一個大規模的自由傭兵團在1435年後出現，由於法蘭西王國和勃艮地公國簽訂阿拉斯條約使傭兵再度失業，他們組成名為「剝皮人」的傭兵團肆虐法國。直到1440年代，法王查理七世與王室統帥阿爾蒂爾·德·里奇蒙進行軍事改革，將自由傭兵團吸收整編為「王法軍團」，成為法蘭西王國史上第一支常備軍，才逐漸解決自由傭兵問題。

## 義大利地區
14世紀的義大利北部散佈許多富裕城邦，並無止盡的與周邊的鄰居發生衝突，給予一個滋養大型傭兵團的理想環境。傭兵團有充足的騎兵、步兵與弩手，並有著完善的內部組織，主要由英格蘭、西班牙、日耳曼地區的軍人組成。其中具代表性的傭兵團有義大利貴族成立的聖喬治傭兵團（1339）、日耳曼騎士組成的大傭兵團（1342）、英格蘭人組成的白色軍團（1360），以及星之軍團（1364）。
這些傭兵團靠著敲詐勒索（錫耶納在1342年到1399年間花費總計291,379弗羅林，共37次買通傭兵團請求他們不要發動攻擊）或簽署契約代表一個城邦對抗另一個城邦賺錢。義大利文中的傭兵隊長（Condottieri）一詞原意便是「契約者」。傭兵團受到曾經敵對的雇主雇傭來對抗他們過去的雇主也是經常發生的事情。
到了15世紀後期，自由傭兵團隨著軍隊國家化的趨勢逐漸消逝。

## 大眾文化
- 亞瑟·柯南·道爾爵士的歷史小說《白色軍團》便是改編自同名的自由傭兵團。
- 所作日本漫畫《傭兵隊長霍克武德》（ホークウッド）講述約翰·霍克伍德與其傭兵團在加萊條約前的故事。
- 光榮出品的電玩遊戲《長劍風暴：百年戰爭》（ブレイドストーム -百年戦争-）中，玩家扮演一名自由傭兵輾轉為英格蘭王國和法蘭西王國戰鬥。